# Camarga
Camarga (en francés: Camargue; Camarga en occitano provenzal según la norma clásica, Camargo según la norma mistraliana) es una región natural del sur de Francia, en el oeste de Provenza y al sur de la ciudad de Arlés, que se extiende entre los dos brazos principales del delta del Ródano y la costa mediterránea.
Abarca unas 85 000 ha. El territorio, formado por marismas, salinas y arrozales, tiene terrenos abiertos salpicados de lagunas por los que galopan caballos blancos, pacen toros bravos y se concentran flamencos rosados. Actualmente es un terreno fértil, gracias a la construcción de diques e instalaciones de regadío. Su economía se basa en el cultivo de arroz la ganadería caballar y de reses bravas, el turismo y algo de viticultura.
La Camarga es una zona húmeda de importancia internacional, con la mayor población de flamencos de Europa. Estos emigran en invierno hacia el sur, y muchos de ellos pasan la estación en Marruecos, en humedales de importancia reconocida como son la desembocadura del Muluya, la Mar Chica o el parque nacional de Sus-Masa.

## Ciudades
La Camarga se inscribe en un triángulo delimitado por las ciudades de Arlés, al norte, las Saintes-Maries-de-la-Mer, Le Grau-du-Roi y Aigues-Mortes al oeste, y Port-Saint-Louis-du-Rhône al este.

## Protección medioambiental
Está catalogada como Grand site national de Francia, es parque natural regional de Francia desde 1970, contiene 8 áreas pertenecientes a la Red Natura 2000 repartidas por todo su territorio y desde 1986 es sitio Ramsar. En 1977 parte de la Camarga fue declarada Reserva de la biosfera de la Unesco, y en 2006 fue extendida a todo el delta del Ródano.